# Байонет Contax RF
Байоне́т Contax RF (от англ. Rangefinder — дальномерный) — байонетное соединение сменных объективов, разработанное немецкой фирмой Zeiss Ikon для малоформатных дальномерных фотоаппаратов «Contax» в 1932 году. Стандарт Contax RF используется до настоящего времени, в том числе в японских дальномерных фотоаппаратах Voigtlander. Несколько десятилетий байонет применялся в советской фотоаппаратуре марки «Киев», производство которой было налажено на заводе «Арсенал» на оборудовании, вывезенном из Германии в счёт репараций. 

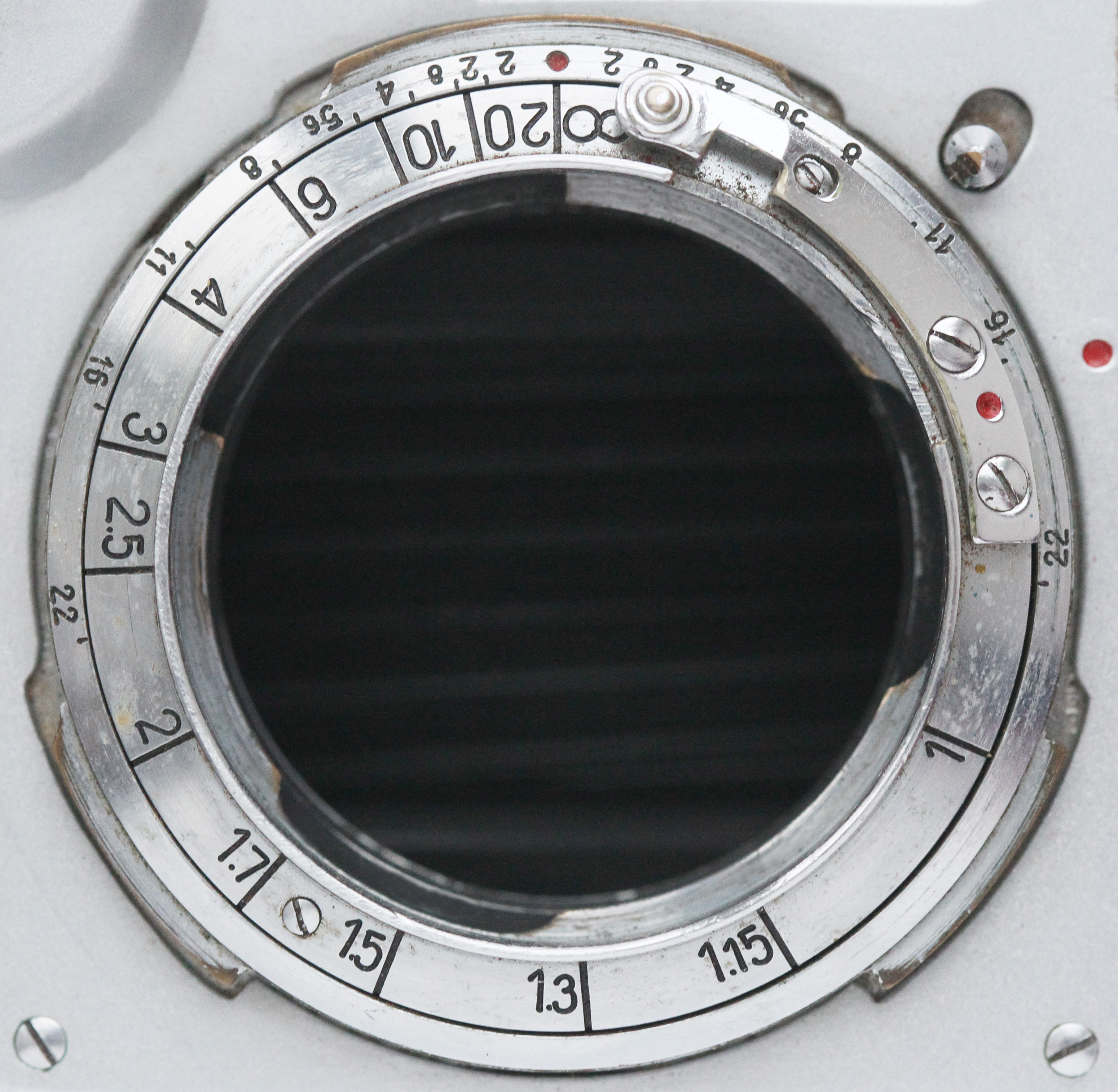
Байонет Contax RF советского фотоаппарата «Киев-4». На поворотном кольце внутреннего байонета нанесена метражная шкала, а на неподвижном кольце внешнего — шкала глубины резкости. Обе шкалы предназначены только для штатных объективов

В Советском Союзе байонет не имел никакого наименования, поскольку использовался лишь в одном типе фотоаппаратуры, выпускавшейся одним производителем. После распада СССР на территории СНГ получило распространение обозначение байонет Киев-Contax, учитывающее огромное количество советской оптики, поддерживающей этот стандарт.

## Устройство

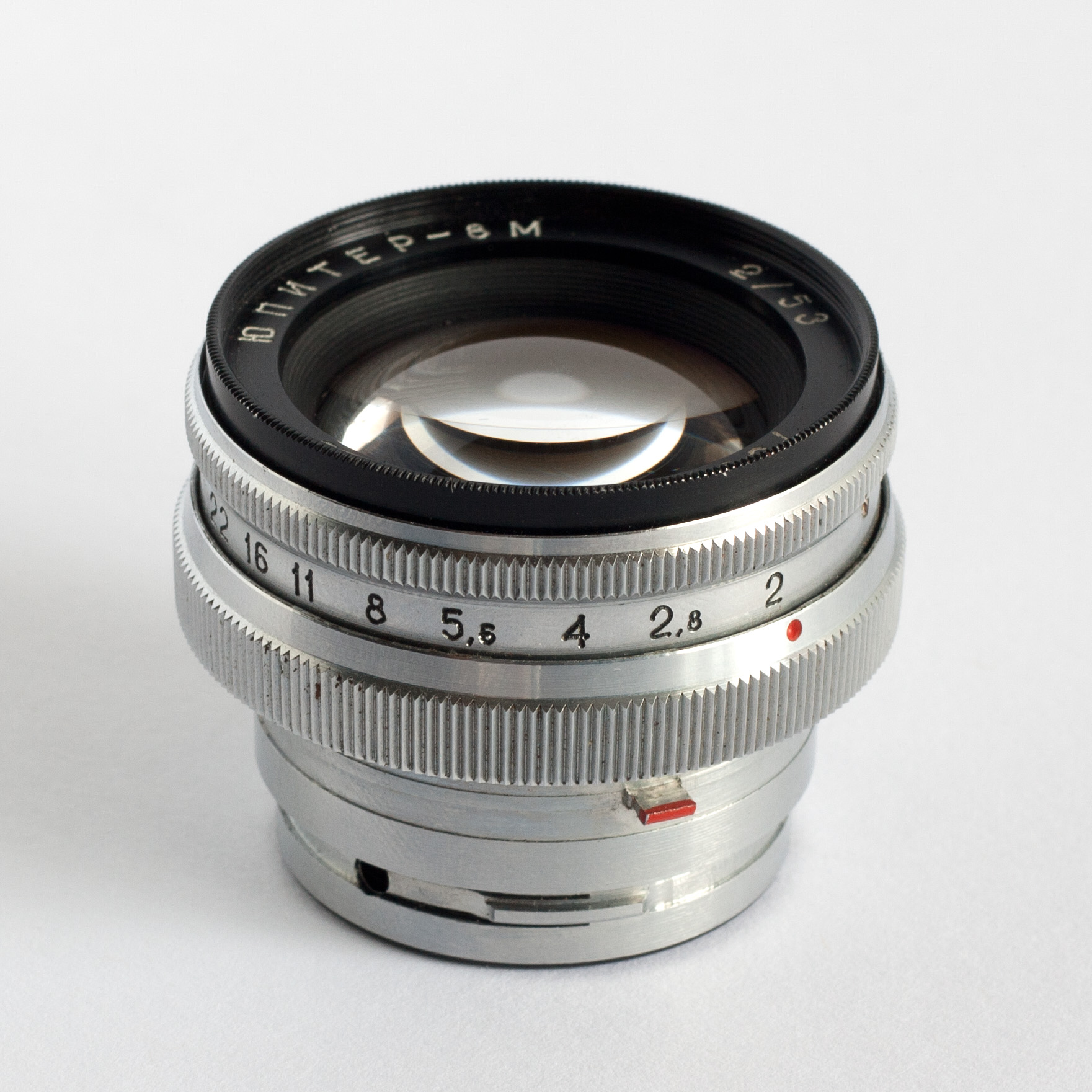
Нормальный объектив «Юпитер-8М», рассчитанный на установку во внутренний байонет

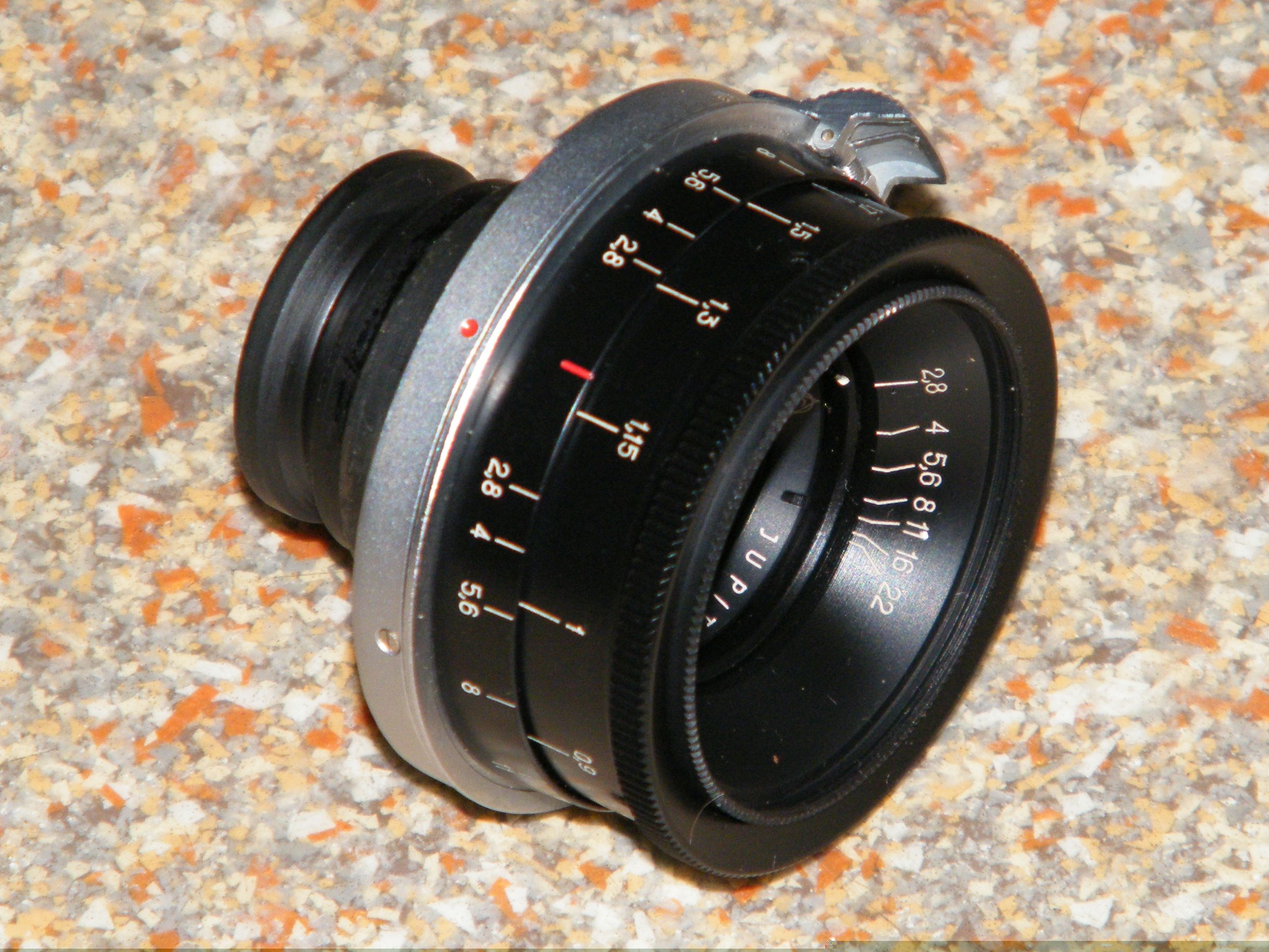
Широкоугольный объектив «Юпитер-12» 2,8/35 с наружным байонетом

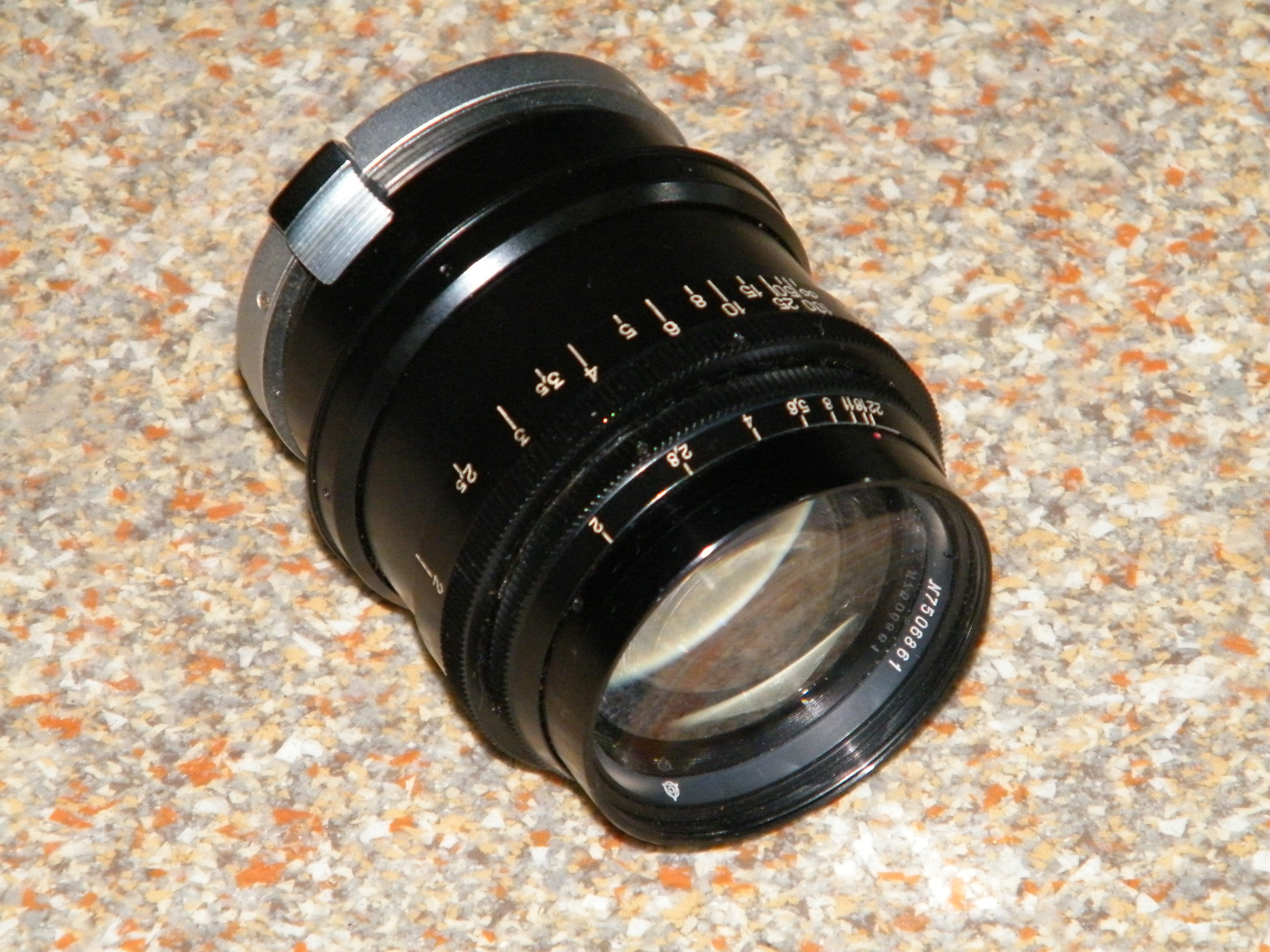
Длиннофокусный объектив «Юпитер-9» 2,0/85 с наружным байонетом

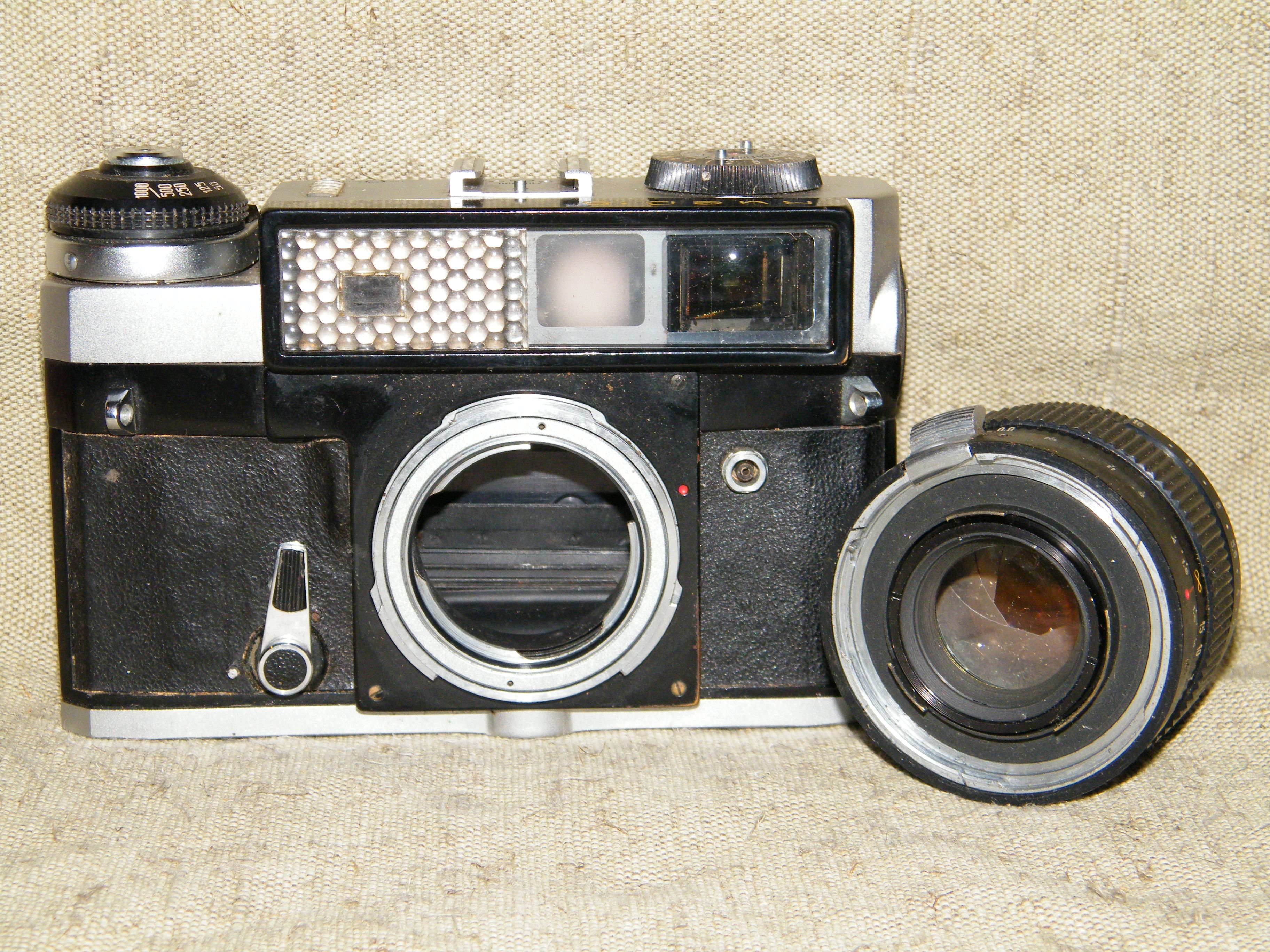
«Киев-5» с изменённым байонетом и штатный объектив «Гелиос-94»

Узел байонета состоит из двух взаимосвязанных байонетов — наружного и внутреннего. Наружный байонет закреплён неподвижно, а внутренний вращается, поскольку снабжён механизмом фокусировки.
- Рабочий отрезок: наружного байонета 34,85 мм, внутреннего — 31,85 мм[2].
- Внешний диаметр байонета: наружного — 49 мм, внутреннего — 36 мм.
- Количество лепестков: три лепестка наружного неподвижного кольца и три лепестка внутреннего.

Особенность байонета заключается в том, что нормальные объективы устанавливаются во внутренний байонет, а все остальные надеваются на наружный. По этой причине оправа штатных объективов с фокусным расстоянием 50 мм не содержит механизма фокусировки, роль которого выполняет внутренний байонет. Последний кинематически связан с дальномером и при вращении с помощью ходовой резьбы перемещается вместе с объективом вдоль оптической оси. Штатные объективы устанавливаются во внутреннем байонете, и фиксируются плоской пружиной, расположенной на корпусе его кольца. Они не имеют собственной шкалы расстояний и глубины резкости, которые находятся на байонете камеры.
Сменные объективы устанавливаются на байонет наружного неподвижного кольца и фиксируются защёлкой, расположенной на оправе. Внутренний байонет объектив не удерживает и предназначен только для связи линзового блока с дальномером и диском фокусировки на корпусе камеры. Фокусировка сменных объективов может производиться вращением оправы, тогда как на штатных эта процедура выполнима только колесом фотоаппарата. Каждый сменный объектив имеет собственные шкалы расстояний и глубины резкости. Для правильной установки объективов эту процедуру рекомендовалось производить после фиксации кольца байонета на «бесконечности» защёлкой.
На фотоаппарате «ВТСВС» («ТС ВВС») внешний байонет отсутствовал, поскольку сменная оптика для него не предусматривалась. В фотоаппарате «Киев-5» конструкция байонета была незначительно изменена, и на наружный байонет устанавливались все объективы, включая штатные «Юпитер-8НБ» и «Гелиос-94». При этом внутренний байонет во всех случаях служил только для кинематического сопряжения оправы с дальномером, и не имел шкал расстояний и глубины резкости. Из-за отсутствия защелки совместимость со штатными объективами предыдущих выпусков и импортными была утрачена.

### Отличия от системы Leica
На фотоаппаратах типа «Leica», к которым относятся и советские «ФЭД» и «Зоркий», сопряжение дальномера с перемещением объектива происходит с помощью рычага, который отслеживает выдвижение линзового блока и преобразует его в пропорциональный разворот оптического клина. Калибровка дальномера первых фотоаппаратов выполнялась для фокусного расстояния штатных объективов 50 мм. Объективы других фокусных расстояний требуют другой калибровки, поскольку их выдвижение при фокусировке на те же дистанции отличается.
Проблема совместимости сменных объективов с дальномером «Leica» была решена введением в их оправу промежуточных резьбовых колец и специального кольца толкателя дальномера. Кинематика рассчитывалась таким образом, чтобы линейное выдвижение толкателя дальномера было одинаковым (стандартным) для объективов с любым фокусным расстоянием. В дальнейшем такая конструкция оправы была применена не только в сменных, но и в штатных объективах. Байонет Leica M, пришедший на смену резьбе М39×1, унаследовал тот же принцип сопряжения объектива с дальномером.
Конструкторы аппаратуры «Contax» пошли по другому пути, и синхронизировали дальномер с фокусировкой объектива по углу поворота кольца, а не по его линейному перемещению. За счёт использования разных передаточных отношений геликоидной резьбы сменных объективов, удалось добиться совпадения необходимых углов поворота фокусировочной оправы при наводке на одни и те же дистанции объективов разных фокусных расстояний. В результате оправы объективов с байонетом Contax RF оказались значительно проще оправ Leica, а дальномер, откалиброванный на вращение линзового блока — более точным
Однако в связи с высокой сложностью в производстве, эксплуатации и ремонте фотоаппараты с подобным байонетом выпускали только три страны — Германия (Contax), Япония (Nikon) и СССР (по немецкой технологии).

## Байонет Nikon S

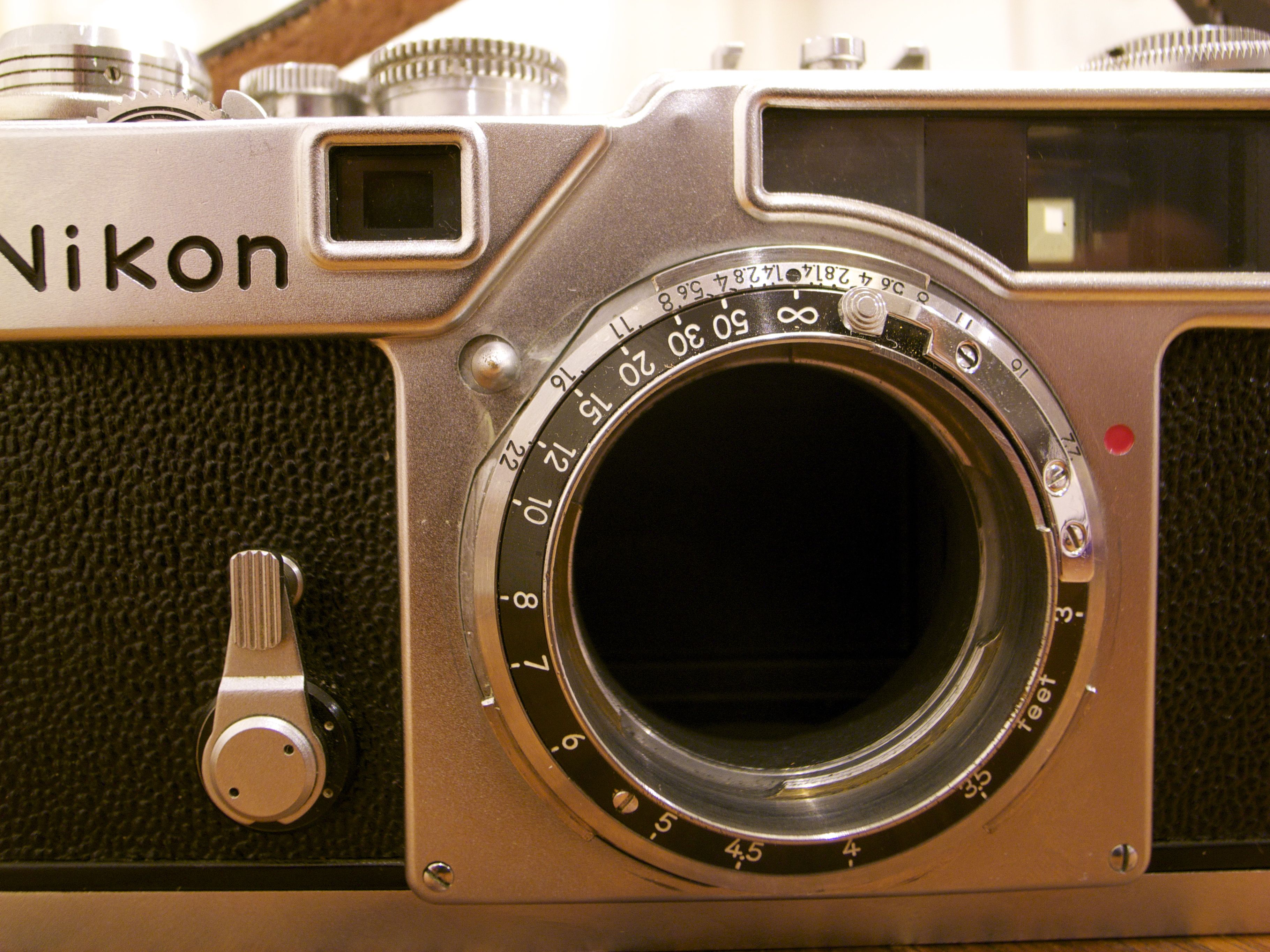
Байонет «Nikon S». Шкала дистанций размечена в футах

В Японии фирмой Nippon Kogaku в 1950-х — 1960-х годах выпускалась линейка дальномерных фотоаппаратов «Nikon S» с байонетом, являвшимся точной копией байонета Contax RF. Отличие состояло в другом передаточном отношении кинематической связи между дальномером и внутренним кольцом байонета, приводящих к неточной фокусировке объективов «Contax» на конечных дистанциях. Из-за этого различия байонет получил собственное название Nikon S. Объективы, предназначенные для установки в байонет Contax RF, в Японии обозначают символом «C», тогда как «родные» никоновские — «S». Те и другие можно установить в байонет Nikon S, но фокусировка немецких при этом будет точной лишь на «бесконечности».
Причина несовпадения передаточного отношения байонетов «Contax RF» и «Nikon S» достоверно не известна. Среди специалистов существует версия, что это результат разницы точных фокусных расстояний нормальных объективов для фотоаппаратов «Leica» и «Contax». У «Лейки» точное значение составляло 51,6 мм, тогда как у «Контакса» — 52,3 мм. Следствием этой разницы является различное выдвижение объектива при фокусировке на одинаковые конечные дистанции, что достигается разными углами поворота внутреннего байонета. Для ближайшей дистанции эта разница составляет 7°. 
Перспективы самого первого «Nikon I» были для руководства компании неочевидны: в его рыночном успехе сомневались. Фотоаппарат было решено укомплектовать уже освоенной копией «леечного» объектива «Nikkor 50/3,5», серийно выпускавшейся заводами Nippon Kogaku для компании «Canon». В результате, передаточное отношение между внутренним байонетом и дальномером было рассчитано под фокусное расстояние 51,6 вместо стандартного для Contax 52,3. Неожиданный успех дальномерных «Никонов» сопровождался массовым выпуском сменной оптики, которая соответствовала выбранным параметрам байонета. Поэтому модифицированный стандарт было решено не менять, пренебрегая потерей совместимости с немецкими объективами.

## Использование байонета в СССР
В Советском Союзе выпускались дальномерные фотоаппараты «Киев» с байонетом, являвшимся точной копией немецкого. Конструкция и технологическое оборудование для производства были получены из Германии в счёт послевоенных репараций. Советские объективы и фотоаппараты с таким байонетом обладают полной совместимостью с оригинальной немецкой фототехникой: советские объективы полноценно работают с немецкими фотоаппаратами, и наоборот. 
Байонет Contax RF стал первым, использованным в СССР для фотоаппаратуры. До этого все выпускавшиеся в Советском Союзе фотосистемы рассчитывались только на резьбовое крепление сменных объективов. По этой и некоторым другим причинам дальномерное семейство «Киев» было самым дорогим для своего времени: «Киев-4» после денежной реформы 1961 года стоил в полтора раза дороже зеркальных «Зенитов». При этом, сменная оптика была доступна в продаже широким ассортиментом от широкоугольного «Юпитера-12» до длиннофокусного «Юпитер-11». Фотоаппараты и объективы с байонетом Contax-Киев продолжали выпускаться до 1987 года, несмотря на низкую востребованность дальномерной аппаратуры.
В 1949 — 1950 годах на одном из оборонных заводов СССР была выпущена партия «элитных» (по тем временам) фотоаппаратов «ВТСВС» («ТСВВС»). Камера представляла собой гибрид «Leica» и «Contax». В корпусе фотоаппарата «ФЭД» устанавливались трофейные объективы «Carl Zeiss Sonnar» 1,5/50 или 2,0/50 с внутренним байонетом ContaxВсего было выпущено не более 1000 экземпляров.

## Современное использование
До 1961 года западногерманское отделение Zeiss Ikon выпускало модернизированные фотоаппараты «Contax IIa» и «Contax IIIa» с байонетом Contax RF, полностью совместимым с довоенной оптикой. Этому же стандарту соответствовали объективы, продававшиеся под маркой «Zeiss-Opton», поскольку права на бренд Carl Zeiss перешли к Восточной Германии. Небольшое количество объективов с этим байонетом выпускалось и восточным VEB Carl Zeiss Jena. В СССР объективы «Юпитер» стандарта Contax выпускались до середины 1980-х годов, но к тому времени дальномерные фотоаппараты почти полностью вышли из употребления.
Объективы с байонетом Contax RF до сих пор доступны на вторичном рынке и остаются востребованными, благодаря высокому качеству. Поэтому, несмотря на архаичность, фотоаппараты с этим байонетом продолжают выпускаться и в наши дни. В 2002 году фирма Voigtlander представила на выставке Photokina-2002 камеру «Voigtlander Bessa R2C» с байонетом Contax RF и «Voigtlander Bessa R2S» с байонетом Nikon S.

## Адаптеры для объективов Contax RF и Nikon S
В Японии фирмой Orion выпускались адаптеры для установки объективов от дальномерных аппаратов Contax или Nikon S на камеры с резьбовым соединением М39×1/28,8. Функция дальномера при этом полностью сохранялась.

Адаптеры для установки объективов других производителей на камеры Contax-Киев-Nikon S никогда не выпускались (хотя подобная установка теоретически возможна — без функции дальномера).

## Сравнение с креплениями других производителей
| Название                       | Рабочий отрезок, мм              | Диаметр, мм                | Размер кадра                    | Тип                                                        | Годы производства                     |
| ------------------------------ | -------------------------------- | -------------------------- | ------------------------------- | ---------------------------------------------------------- | ------------------------------------- |
| Mamiya RB                      | 112,0                            | ?                          | 6×7 см                          | байонет с замком на объективе                              | ?                                     |
| Mamiya RZ                      | 105,0                            | ?                          | 6×7 см                          | байонет с замком на объективе                              | ?                                     |
| Rolleiflex SL66                | 102,8                            | ?                          | 6×6 см                          | байонет                                                    | 1966—1992                             |
| Bronica                        | 101,7                            | 57                         | 6×6 см                          | байонет с многозаходной резьбой                            | ?                                     |
| Pentax 67                      | 84,95                            | ?                          | 6×7 см                          | наружный и внутренний байонет                              | ?                                     |
| Bronica GS1                    | ?                                | ?                          | 6×7 см                          | байонет                                                    | 1983—2002                             |
| Байонет В                      | 82,1                             | 60                         | 6×6 см                          | байонет с трёхзаходной резьбой                             | С 1957 года                           |
| Kowa Six / Super 66            | 79                               | ?                          | 6×6 см                          | накидное кольцо                                            | 1968—1974                             |
| Hasselblad 500/2000            | 74,9                             | ?                          | 6×6 см                          | байонет                                                    | —                                     |
| Байонет Б                      | 74,0                             | 60                         | 6×6 см                          | байонет с накидным кольцом                                 | С 1957 года                           |
| Rolleiflex SLX                 | 74                               | 75                         | 6×6 см                          | четырёхлепестковый байонет                                 | С 1976 года                           |
| Pentax 645                     | 70,87                            | ?                          | 6×4,5 см                        | байонет                                                    | —                                     |
| Mamiya 645                     | 63,3                             | ?                          | 6×4,5 см                        | байонет                                                    | С 1975 года                           |
| Leica Visoflex                 | 62,5                             | ?                          | 24×36 мм                        | байонет                                                    | 1935—1984                             |
| Hasselblad H                   | 61,63                            | ?                          | 6×4,5 см                        | байонет                                                    | ?                                     |
| Leica S                        | ?                                | ?                          | 54×45 мм                        | байонет                                                    | С 2008 года                           |
| T2-mount («М42×0,75»)          | 55                               | 42                         | 24×36 мм                        | резьба                                                     | С 1962 года — современный вид T-mount |
| Topcon UV                      | 55                               | ?                          | 24×36 мм                        | байонет                                                    | c 1964 года                           |
| T-mount («М37×0,75»)           | 50,2                             | 37                         | 24×36 мм                        | резьба                                                     | 1957-1962                             |
| Praktina                       | 50                               | 46                         | 24×36 мм                        | накидное кольцо                                            | c 1952 года                           |
| Icarex                         | 48                               | ?                          | 24×36 мм                        | накидное кольцо                                            | 1966—1971                             |
| Байонет Contax N               | 48                               | ?                          | 24×36 мм                        | байонет                                                    | с 2001                                |
| Байонет Ц (Зенит-4)            | 47,58                            | 47                         | 24×36 мм                        | Вариант байонета DKL                                       | 1964—1968                             |
| Байонет Leica R                | 47,0                             | ?                          | 24×36 мм                        | байонет                                                    | С 1964 года                           |
| Байонет Nikon F                | 46,5                             | 44                         | 24×36 мм                        | трёхлепестковый байонет                                    | С 1959 года                           |
| Olympus OM                     | 46                               | ?                          | 24×36 мм                        | трёхлепестковый байонет с замком на объективе              | 1972—2002                             |
| Contarex                       | 46                               | ?                          | 24×36 мм                        | трёхлепестковый байонет                                    | 1958—1966                             |
| Rolleiflex SL35                | 45,6                             | ?                          | 24×36 мм                        | трёхлепестковый байонет                                    | ?                                     |
| Байонет Contax-Yashica         | 45,5                             | 48                         | 24×36 мм                        | трёхлепестковый байонет                                    | 1975—?                                |
| Байонет K                      | 45,5                             | 48,5                       | 24×36 мм                        | трёхлепестковый байонет                                    | С 1976 года                           |
| Altix                          | 45,5 наружный; 42,5 внутренний   | ?                          | 24×36 мм                        | накидное кольцо                                            | 1939—1959                             |
| Mamiya E/EF (ZE/CS)            | 45,5                             | 49                         | 24×36 мм                        | байонет                                                    | С 1980 года                           |
| Pentina                        | 45,5                             | ?                          | 24×36 мм                        | накидное кольцо                                            | С 1960 года                           |
| M42×1                          | 45,5                             | 42                         | 24×36 мм                        | резьба                                                     | С 1948 года                           |
| M37×1                          | 45,46                            | 37                         | 24×36 мм                        | резьба                                                     | c 1939                                |
| Зенит                          | 45,2                             | 39                         | 24×36 мм                        | резьба                                                     | 1953—1967                             |
| Exakta                         | 44,7                             | 38                         | 24×36 мм                        | Трёхлепестковый байонет                                    | —                                     |
| Байонет DKL                    | 44,7                             | 47                         | 24×36 мм                        | Включает центральный затвор и привод регулировки диафрагмы | С 1957 года                           |
| Байонет А (Minolta A / Sony α) | 44,50                            | 49.7                       | 24×36 мм                        | трёхлепестковый байонет                                    | С 1986 года                           |
| Rolleiflex SL35                | 44,46                            | —                          | 24×36 мм                        | байонет                                                    | 1970—1998                             |
| Praktica B                     | 44,40                            | 48,5                       | 24×36 мм                        | байонет                                                    | С 1980 года                           |
| M40×1                          | 44                               | 40                         | 24×36 мм                        | резьба                                                     | 1938—1947                             |
| Canon EF                       | 44                               | 54                         | 24×36 мм                        | трёхлепестковый байонет                                    | С 1987 года                           |
| Canon EF-S                     | 44                               | 54                         | 22,2×14,8 мм                    | трёхлепестковый байонет                                    | С 2004 года                           |
| Байонет Sigma SA               | 44                               | 44                         | 24×36 мм                        | байонет                                                    | С 1992 года                           |
| Байонет Киев-Автомат           | 44,0                             | 41                         | 24×36 мм                        | байонет                                                    | 1965—1985                             |
| Minolta SR/MC/MD               | 43,50                            | ?                          | 24×36 мм                        | трёхлепестковый байонет                                    | 1958—2001                             |
| Fujica X                       | 43,5                             | ?                          | 24×36 мм                        | трёхлепестковый байонет                                    | ?                                     |
| Petriflex                      | 43,5                             | ?                          | 24×36 мм                        | накидное кольцо                                            | С 1963 года                           |
| en:Rectaflex Rectaflex         | 43,4                             | ?                          | 24×36 мм                        | байонет                                                    | 1947—1958                             |
| M41,2x1                        | 42,05                            | 41,2                       | 24×36 мм                        | резьба                                                     | С 1947 года                           |
| Байонет Д                      | 42,0                             | 40,5                       | 24×36 мм                        | накидное кольцо                                            | С 1965 года                           |
| Canon R                        | 41,9                             | 48                         | 24×36 мм                        | накидное кольцо                                            | 1959—1964                             |
| Canon FL                       | 41,9                             | 48                         | 24×36 мм                        | накидное кольцо                                            | 1964—1971                             |
| Canon FD                       | 41,9                             | 48                         | 24×36 мм                        | накидное кольцо                                            | 1971—1990                             |
| Canon FDn                      | 41,9                             | 48                         | 24×36 мм                        | байонет                                                    | 1978—1990                             |
| Байонет Miranda                | 41,5                             | 44                         | 24×36 мм                        | четырёхлепестковый байонет с резьбой 44×1                  | 1954-1974                             |
| Konica F                       | 40,5                             | 40                         | 24×36 мм                        | байонет                                                    | 1960—1963                             |
| Konica AR                      | 40,5                             | ?                          | 24×36 мм                        | байонет                                                    | 1965—1988                             |
| Стандарт 4:3                   | 38,67                            | 50                         | 17,3×13 мм                      | байонет                                                    | С 2003 года                           |
| Alpa                           | 37,8                             | 48                         | 24×36 мм                        | байонет                                                    | —                                     |
| Hasselblad XPan                | 34,27                            | ?                          | 24×65 мм                        | байонет                                                    | c 1998 года                           |
| Байонет Contax-Киев RF         | 34,85 наружный; 31,85 внутренний | 49 наружный; 36 внутренний | 24×36 мм                        | наружный и внутренний байонет                              | 1932—1985                             |
| Байонет Contax G               | 28,95                            | ?                          | 24×36 мм                        | байонет                                                    | 1994—2005                             |
| Olympus Pen F                  | 28,95                            | ?                          | 24×18 мм                        | байонет                                                    | С 1963 года                           |
| M39×1/28,8                     | 28,8                             | 39                         | 24×36 мм                        | резьба                                                     | 1932—1995                             |
| Нарцисс                        | 28,8                             | 24                         | 14×21 мм                        | резьба                                                     | 1961—1965                             |
| Байонет Leica M                | 27,8                             | ?                          | 24×36 мм                        | четырёхлепестковый байонет                                 | С 1954 года                           |
| M39×1/27,5                     | 27,5                             | 39                         | 18×24 мм                        | резьба                                                     | 1967—1974                             |
| Байонет 110                    | 27                               | ?                          | 17×13 мм                        | байонет                                                    | С 1978 года                           |
| Байонет Fujifilm G             | 26,7                             | ?                          | 32,9×43,8 мм                    | байонет                                                    | С 2017 года                           |
| Samsung NX                     | 25,5                             | 42                         | 23,4×15,6 мм                    | байонет                                                    | С 2010 года                           |
| Canon RF                       | 20                               | 54                         | 24×36 мм                        | байонет                                                    | С 2018 года                           |
| Байонет L                      | 20                               | 51,6                       | 24×36 мм                        | байонет                                                    | С 2014 года                           |
| Микро 4:3 (Micro Four Thirds)  | 19,25                            | 44                         | 17,3×13 мм                      | байонет                                                    | С 2008 года                           |
| Canon EF-M                     | 18                               | 47                         | 22,3×14,9 мм                    | байонет                                                    | С 2012 года                           |
| Байонет E (Sony NEX)           | 18                               | 46,1                       | 24×36 мм                        | байонет                                                    | С 2010 года                           |
| Fujifim X                      | 17,7                             | 40,6                       | 23,6×15,6 мм                    | байонет                                                    | С 2012 года                           |
| Nikon 1                        | 17                               | ?                          | 13,2×8,8 мм                     | байонет                                                    | 2011—2018                             |
| Байонет Nikon Z                | 16                               | 55                         | 24×36 мм                        | четырёхлепестковый байонет                                 | С 2018 года                           |
| Pentax Q                       | 9,2                              | ?                          | 6,17×4,55 мм; 7,44×5,58 мм (Q7) | байонет                                                    | С 2011 и 2013 года                    |
| Samsung NX-M                   | 7,3                              | ?                          | 13,2×8,8 мм                     | байонет                                                    | ?                                     |